# Енцгау
Енцгау (на немски: Enzgau) е малко средновековно източнофранкско гауграфство на река Енц в днешния Баден-Вюртемберг, Германия. През Средновековието главен град на територията е Файхинген на Енц.
Енцгау граничи на север с Цабергау, на изток с Некаргау, на юг с Глемсгау, Вюрмгау и Наголдгау и на запад с Крайхгау.

## Графове в Енцгау
- Граф Куниберкт (779)[2]
- Граф Валаха (902)[3]
- Ото I фон Вормс († 1004), 956 г. граф в Крайхгау, Шпайергау, Вормсгау, Пфинцгау, Уфгау, Елзенцгау, Енцгау, Наегау, 978 – 983 и 995 – 1002 г. херцог на Каринтия (Салии)
- Граф Бруно (1100)[4]
- Граф Егено де Файнген/Veingen (Файхинген/Vaihingen, 1139)[5]

Енцгау загубва значението си като гауграфство и отива към графовете на Файхинген, които през 1358 г. продават голяма част на Вюртембергите.